# The End (personaggio)
The End (ジ・エンド?, Ji Endo) è un personaggio della serie di videogiochi Metal Gear che compare come boss da affrontare in Metal Gear Solid 3: Snake Eater, e in Metal Gear Solid 3: Subsistence come protagonista del filmato parodico L'amore di un vecchio presente nella Galleria segreta. The End è uno dei personaggi preferiti dal creatore della serie Hideo Kojima, e la sua apparizione in Snake Eater, nella foresta di Sokrovenno, è ritenuta uno dei migliori momenti nella storia dei videogiochi. La rivista Play Generation lo classificò inoltre come il boss più epocale ed il vecchietto più arzillo dei videogiochi usciti su PlayStation 2.

## Caratteristiche
The End è un abile tiratore scelto, ed anzi è considerato il fondatore di tutte le tecniche utilizzate dai cecchini odierni. Non ha bisogno di un osservatore che lo copra, e può rimanere nella stessa posizione senza muoversi, mangiare o bere per giorni: ciò è dovuto alla sua capacità di effettuare la fotosintesi grazie al muschio che cresce sul suo corpo. The End indossa una ghillie suit come mimetica, porta una dentiera, ha la capacità di spingere gli occhi fuori dalle orbite ed ha come animale da compagnia un pappagallo.  Il fucile di precisione utilizzato da The End in Metal Gear Solid 3 è un Mosin-Nagant 1891/30 che ha appositamente modificato per lo scontro con Naked Snake, dotandolo di calcio in plastica e rendendolo in grado di sparare speciali proiettili non letali pesantemente imbottiti di benzodiazepine.

## Biografia
Nato agli inizi degli anni sessanta del XIX secolo, The End è un veterano che ha combattuto in numerosi conflitti. Dopo essersi arruolato nell'Unità Cobra, ha insegnato tutto il suo sapere a The Boss.
In Metal Gear Solid 3: Snake Eater, nel 1964, durante la Missione Virtuosa, The End è insieme agli altri membri dell'Unità Cobra sull'Hind che saluta The Boss dopo la sua defezione nell'URSS.
La settimana seguente, dopo che The Boss ha informato il colonnello Volgin della morte di The Pain in seguito allo scontro con Naked Snake, The End addormentato è portato su una sedia a rotelle da The Fear all'esterno del magazzino di Ponizovje. La ragione del sonno di The End, come The Boss spiega a Volgin, è che The End, a causa della sua età avanzata, è a tutti gli effetti "morto", e perciò ha bisogno di conservare la sua rimanente energia vitale fino al suo scontro con Naked Snake. Poco dopo, mentre The End viene portato via da una guardia del GRU, Snake ha la possibilità di ucciderlo usando il fucile di precisione SVD, ma non intende approfittare di questo momento di vulnerabilità di The End, anche perché desidera mettere alla prova le sue abilità contro il leggendario cecchino in uno scontro leale.
The End ricompare così a Sokrovenno, una grande foresta a Tselinoyarsk. Benché stesse dormendo all'arrivo di Snake, il suo pappagallo lo sveglia per lo scontro. The End prega quindi la foresta di prolungare la sua esistenza quel tanto che basta da permettergli di sconfiggere la sua ultima preda, ringrazia Snake per essere arrivato, poiché il suo sonno sarebbe stato eterno se non fosse comparso, e si prepara ad affrontarlo:
Sebbene The End abbia ormai più di cento anni, grazie alla fotosintesi è ancora in grado di combattere come se ne avesse cinquanta: inizia così un lungo duello durante il quale Snake, non abituato a combattere nella foresta, e forse sottovalutando il suo avversario per la sua età avanzata, si lascia cogliere dal sonno, diventando un facile bersaglio per The End che, deluso, lo cattura e lo porta in una cella del laboratorio di Graniny Gorki. Snake deve quindi ripercorrere tutta la strada fino a Sokrovenno per affrontare di nuovo The End, e questa volta riesce a sconfiggerlo. Prima di morire, The End ringrazia un'ultima volta la foresta per avergli dato la forza di combattere la sua ultima battaglia:
A questo punto The End, come gli altri membri dell'Unità Cobra sconfitti da Snake prima di lui, per non lasciare tracce di sé fa esplodere la sua microbomba.
L'esplosione tuttavia lascia dei frammenti che vengono poi studiati, insieme a quelli di The Pain, dallo scienziato Code Talker in Metal Gear Solid V: The Phantom Pain. Il risultato dei suoi studi sono i parassiti delle corde vocali (il gioco lascia intendere quindi che i misteriosi poteri dell'Unità Cobra derivano, almeno in parte, da parassiti primordiali).